# Карнкув (Ловицький повіт)
Карнкув (пол. Karnków) — село в Польщі, у гміні Хонсно Ловицького повіту Лодзинського воєводства.
Населення — 92 особи (2011).
У 1975-1998 роках село належало до Скерневицького воєводства.

## Демографія
Демографічна структура станом на 31 березня 2011 року:
|          | Загалом | Допрацездатний вік | Працездатний вік | Постпрацездатний вік |
| -------- | ------- | ------------------ | ---------------- | -------------------- |
| Чоловіки | 41      | 10                 | 26               | 5                    |
| Жінки    | 51      | 15                 | 26               | 10                   |
| Разом    | 92      | 25                 | 52               | 15                   |